# Grosshorn
Le Grosshorn est un sommet des Alpes bernoises en Suisse. Il culmine à 3 754 mètres d'altitude.

## Géographie
Le Grosshorn est situé dans les Alpes bernoises entre deux vallées : le Lötschental dans le canton du Valais et la vallée de la Lütschine dans le canton de Berne. Il est ainsi situé sur la ligne de partage des eaux entre mer Méditerranée et mer du Nord.

## Alpinisme
- 1921 - Ascension de l'arête nord-ouest par Hans Lauper et M. Liniger, le 26 juillet
- 1932 - Ascension de la face nord (1 000 m) par Willo Welzenbach avec 3 compagnons